# 洪秀全
洪 秀全（こう しゅうぜん、ホン・シウチュアン、拼音: hóng xìu qúan）は、清代の宗教家・革命家。太平天国の指導者。キリスト教を基にした宗教教団の拝上帝会を興し天王を自称、南京を首都として清に反旗を翻し、国号を太平天国とした（太平天国の乱）。もとの名は仁坤。小字は火秀。本貫は饒州楽平県。

## 生涯

### 拝上帝教の誕生
広東省広州府花県福源水村出身で後に官禄布村に移った客家人。農村の読書人の貧しい家庭に生まれ科挙及第を目指して役人になろうとしたが、1828年に県試と府試に失敗、1834年に院試に失敗、1837年に三度目の落第をしており、失意の日々を送っていた。このときの屈辱で熱病となり病床に就いている。その病床で、老人から現世の妖魔を取り除くべく派遣されたとの夢を見る。しかし、科挙に執着していた洪秀全は、6年後の道光23年（1843年）春に再度郷試に臨むも落第した。このとき、梁発の『勧世良言』の影響を受けた洪秀全は、孔孟の書を捨てキリスト教へ改宗し、儒生としての人生に終止符を打った。『聖書』の学習経験のなかった洪秀全は、自らの解釈によるキリスト教の教義として拝上帝教を説き始めた。拝上帝教は入信すれば男女問わず平等であり、男性同士は兄弟、女性同士は姉妹とし、ヤハウェを天父、キリストを天兄と称した。教義は三位一体説と大きく異なり、洪秀全をキリストの弟、ヤハウェの次男とし、人間界に至って神の意思を実行する者としている。

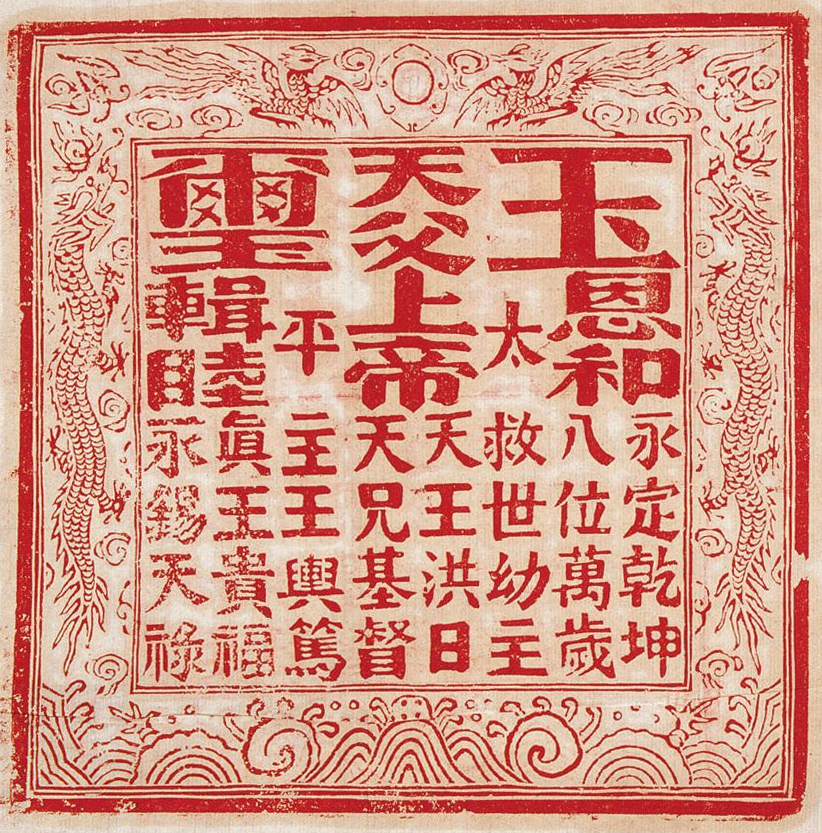
太平天国天王玉璽

当初広州付近で布教を行ったが成功はしなかった。道光24年（1844年）、洪秀全は馮雲山とともに広西に移動して布教活動を行い、その地での信徒を増やしていった。道光25年（1845年）から道光26年（1846年）の間に『原道醒世訓』、『原道覚世訓』、『百正歌』等の作品を発表している。道光27年（1847年）初め、広州に戻った洪秀全は教会で数カ月教義を学習し洗礼を求めたが、教会は教義に対する認識が不十分として拒絶した。洗礼を受けることが叶わなかった洪秀全は再び広西に向かい馮雲山と合流、拝上帝会の規則や儀式を次々と制定していった。勢力を拡大した拝上帝会は、キリスト教と相反する清朝と次第に対立するようになる。

### 太平天国の建国

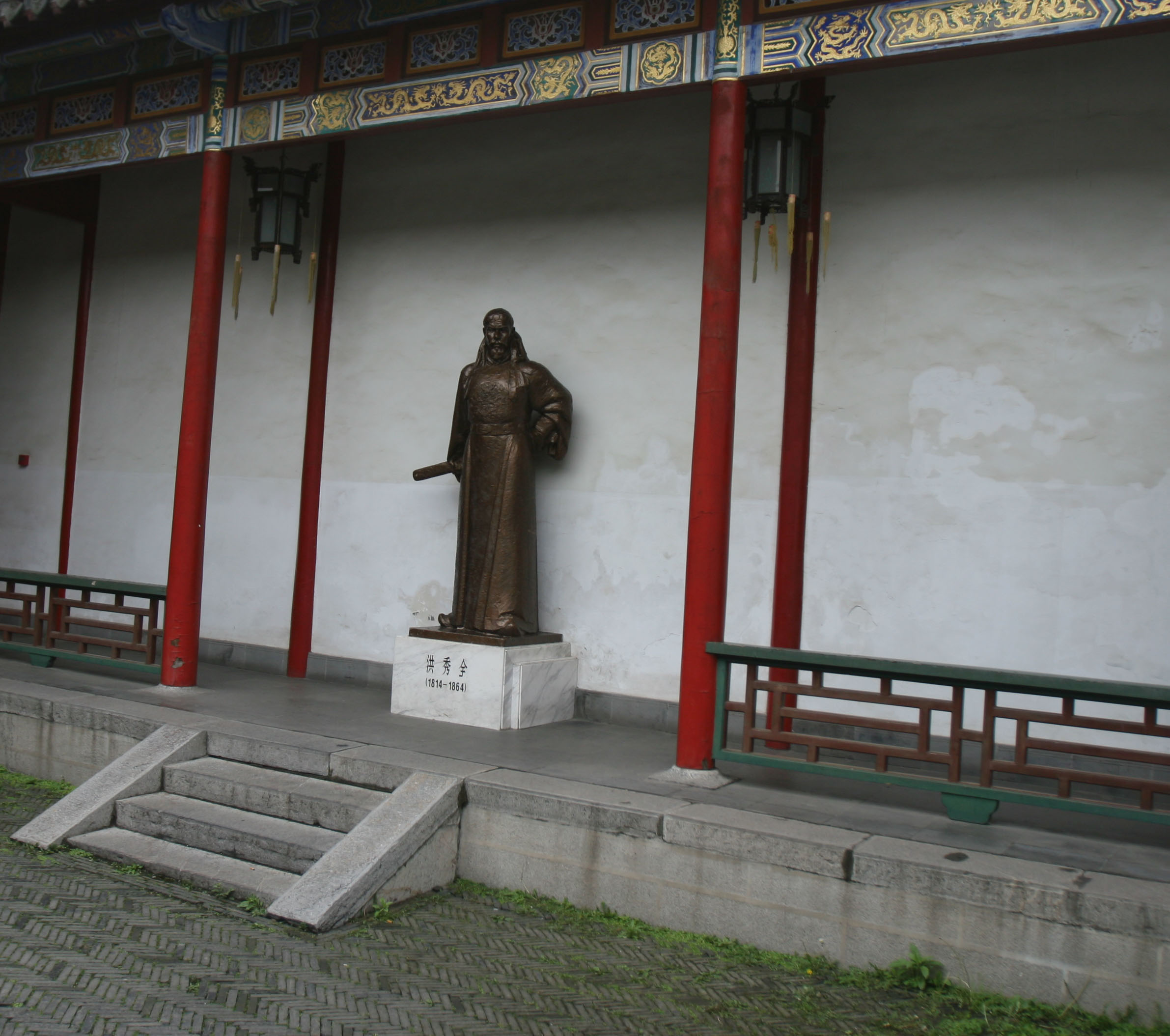
南京市天王府跡内の洪秀全像

道光30年12月10日（1851年1月11日）、洪秀全は起義を宣言して清朝に反旗を翻し、天王を称して太平天国を建国した。咸豊2年（1852年）、太平軍は広西から湖南へと進出、咸豊3年（1853年）には南京を占拠、天京と改称し太平天国の首都に定めた。太平天国前期では軍事関係は全て軍師により指揮され、洪秀全は軍事行動と距離を置いて朝政を司っており、その大権は東王楊秀清によっていた。
天京に首都を定めた後、洪秀全は四書五経を禁書としようとしたが楊秀清はこれを拒否、結局禁書指定は行われなかったが、この事件をきっかけに洪秀全と楊秀清の溝が深まることとなった。洪秀全は同じく楊秀清に不満を募らせている北王韋昌輝・翼王石達開・燕王秦日綱と協力し、咸豊6年（1856年）に3人に対し楊秀清誅殺の密詔を出し、9月には天京事変が発生、楊秀清・韋昌輝・秦日綱が粛清された。事件後は翼王である石達開が実権を掌握したが、洪秀全は兄である洪仁発・洪仁達をそれぞれ安王と福王に封じて重用し石達開を牽制、結果石達開の不満を引き起こし、石達開は大軍を率いて洪秀全の指揮を離脱した。一連の政変で太平天国の実権を掌握した洪秀全であるが、これ以降太平天国の勢力は急速に衰えていく。なお安王と福王は見識も才能もなく、はなはだ評判が悪かったこともあり1859年に王号を剥奪されている。

### 晩年
太平天国討伐のための清軍が天京に迫るが、陳玉成や李秀成などの活躍にもあり数年間は太平天国は清軍の攻撃を撃退していた。咸豊9年（1859年）、族弟の洪仁玕が天京に到着すると、洪秀全は軍師、干王に封じ、名義上の総理として朝政を総覧させた。なんら実績のない洪仁玕を重用したことで人臣の離反を恐れた洪秀全は、歓心を買うための王爵を乱発するようになり、これ以降で王に冊封された者は2千名を超えた。同治元年（1862年）に陳玉成が清軍に殺害されると、太平天国の国勢はますます衰え、天京付近の拠点は清軍に奪回された。
洪秀全の晩年は保守化した思想面以外にも、宗教に過度に依拠した政策へと突き進んだ。一度は国号を上帝天国に変更しようとしたが、周囲の反対により天父天兄天王太平天国としている。李秀成は長期的に天京を守備することを困難と判断し、天京を放棄し中原に転戦することを献策しているが、逆に洪秀全の怒りを買うという事件もあった。困難な局面下で洪秀全は適切な政策を打ち出すことができず、また軍隊も非正規軍が母体であるため清軍に対抗することができなかった。
同治3年（1864年）3月、天京が包囲され城内の食料が不足すると、洪秀全は草木で飢えを凌いだ。これは李秀成が「餓死する男女が多い。願わくば対策を示し人身を安んぜられたい」と上奏したのに対し、洪秀全が「みな甜露を食え。さすれば長生きできる」と答え、自らが実践したものである。甜露とは出エジプト記第16章に出てくるマナを指すものだが（s:出エジプト記(口語訳)#16:13）、洪秀全が実際に示したのは雑草であった。臣下はそんなものは食えないと言ったが、彼は食べ続け、ついに病を得たが服薬を拒否して死んだ。屍骸は清軍により遺棄されている。
子の洪天貴福も、従弟の洪仁玕とともに逃亡したが清軍に捕らわれ、仁玕は斬首刑、天貴福は凌遅刑となった。